# Калімеса (Каліфорнія)
Калімеса (англ. Calimesa) — місто (англ. city) в США, в окрузі Ріверсайд штату Каліфорнія. Населення — 10 026 осіб (2020).

## Географія
Калімеса розташована за координатами 33°59′14″ пн. ш. 117°3′15″ зх. д. / 33.98722° пн. ш. 117.05417° зх. д. (33.987332, -117.054200).  За даними Бюро перепису населення США в 2010 році місто мало площу 38,45 км², уся площа — суходіл.

## Демографія
Згідно з переписом 2010 року, у місті мешкало 7879 осіб у 3314 домогосподарствах у складі 2100 родин. Густота населення становила 205 осіб/км².  Було 3687 помешкань (96/км²).
Расовий склад населення:
| - 86,0 % — білих - 1,3 % — корінних американців - 1,3 % — азіатів - 1,1 % — чорних або афроамериканців - 0,1 % — вихідців з тихоокеанських островів - 7,2 % — осіб інших рас |

До двох чи більше рас належало 3,0 %. Частка іспаномовних становила 22,4 % від усіх жителів.
За віковим діапазоном населення розподілялося таким чином: 17,9 % — особи молодші 18 років, 56,2 % — особи у віці 18—64 років, 25,9 % — особи у віці 65 років та старші. Медіана віку мешканця становила 48,8 року. На 100 осіб жіночої статі у місті припадало 92,4 чоловіків;  на 100 жінок у віці від 18 років та старших — 89,8 чоловіків також старших 18 років.
Середній дохід на одне домашнє господарство  становив 61 995 доларів США (медіана — 46 025), а середній дохід на одну сім'ю — 77 335 доларів (медіана — 66 936). Медіана доходів становила 61 319 доларів для чоловіків та 49 274 долари для жінок. За межею бідності перебувало 14,8 % осіб, у тому числі 21,8 % дітей у віці до 18 років та 7,8 % осіб у віці 65 років та старших.
Цивільне працевлаштоване населення становило 2806 осіб. Основні галузі зайнятості: освіта, охорона здоров'я та соціальна допомога — 21,0 %, науковці, спеціалісти, менеджери — 12,8 %, будівництво — 12,7 %, роздрібна торгівля — 12,6 %.